# Strofant wdzięczny
Strofant wdzięczny, skrętnik wdzięczny (Strophanthus gratus) – gatunek rośliny z rodziny toinowatych (Apocynaceae). Pochodzi z ciepłych regionów Afryki (Gabon, Kamerun, Nigeria, Sierra Leone). Jest uprawiany w wielu krajach.

## Morfologia i biologia
Pnącze o pędach do 8 m długości i eliptycznych, owłosionych liściach. Są oliwkowozielone, mają wyraźną nerwację i czerwone ogonki liściowe. Kwiaty o dużym, dzwonkowatym i omszonym kielichu. Nasiona zawierają glikozyd strofantynę. Są białe z różowymi wybarwieniami, po przekwitnięciu stają się żółte. Długość kwiatów do 5 cm, średnica do 3,5 cm.

## Zastosowanie
- Roślina lecznicza używana w medycynie do sporządzania leków o silnym działaniu nasercowym.

Surowiec: Nasiona strofantu wdzięcznego - Semen Strophanthi grati - służą do otrzymywania uabainy.
Działanie: Uabainę, jak i strofantynę K stosuje się w sytuacjach, w których konieczne jest natychmiastowe zadziałanie kardenolidu: w ostrej niewydolności krążenia, w ostrym obrzęku płuc spowodowanym lewokomorową niewydolnością serca, ostrej duszności napadowej, ostrej zastoinowej niewydolności krążenia podczas chorób gorączkowych, silnej niemiarowości ponadkomorowej oraz w trzepotaniu przedsionków.
- Wyciąg z nasion używany jest przez miejscową ludność do zatruwania strzał.